# Cabo de Hornos (libro)
Cabo de Hornos es un libro de relatos del escritor chileno Francisco Coloane, publicado en Santiago de Chile en 1941. El título del volumen era originalmente Pelo de lobo.
Siendo un libro temprano dentro del conjunto de la obra del autor, desarrolla los principales aspectos de su literatura: argumentos centrados en la aventura; relatos en los que el protagonista último es la inclemente naturaleza austral, que lleva a los hombres al extremo de sus capacidades, y a enfrentarse en medio de las soledades a sí mismos, dejando en evidencia la verdad última de sus motivaciones. 

## Contexto
Los relatos se sitúan en el Cabo de Hornos, Tierra del Fuego, y los canales australes de Chile. Describen estos lugares como espacios solitarios en los que reina una extraña naturaleza. También los caracteriza como lugares muertos y estériles. Un principio o fin del mundo, o de algo.

## Cuentos
Hay 14 cuentos
- Cabo de hornos

Dos hermanos cazadores de lobezno son los únicos habitantes de una isla. Llega un prófugo, que le muestra un lugar donde pueden encontrar muchos lobeznos.
- La voz del viento

Denis, un puestero carneador, decide de comprar y esposar a una prostituta, Lucrecia, para combatir la soledad. Pero después de un corto periodo de pasión, extraña a su actividad de matar a los animales. Trata de resistir pero no se puede impedir de matar a su mujer.
- El témpano de Kanasaka

El cuento empieza por el relato que hace el viejo Pascualini a la tripulación del barco Orión : diferentes personas habrían visto un témpano dirigido por un fantasma. Atravesando el canal Beagle, la tripulación tiene que afrontar una fuerte tempestad, durante la cual distinguen también el siniestro témpano.
- El "Flamenco"
- El australiano
- El Páramo
- Palo al medio

- El último contrabando
- El vellonero
- "Cururo"
- El Suplicio de agua y luna
- Perros, caballos, hombres
- La venganza del mar
- La gallina de los huevos de luz

## Película homónima
Una película homónima de producción mexicana-española, estrenada en 1957, se declara en sus créditos inspirada en el libro. Sin embargo, se trata de una historia muy diferente; un drama romántico propio del cine de su época, que no tiene otra relación con los cuentos de Coloane que el hecho de que el galán (interpretado por Jorge Mistral) es de profesión ballenero.
- Datos: Q5391425